# Václav Tuhý
Václav Tuhý – czechosłowacki zapaśnik walczący w stylu klasycznym. Olimpijczyk z Londynu 1948, gdzie odpadł w eliminacjach w kategorii 67 kg.
Mistrz kraju w stylu klasycznym, w roku 1945, 1946 i 1949.
- Turniej w Londynu 1948

Wygrał z Eero Virtanenem z Finlandii i został zdyskwalifikowany.